# Império do Samba (Santos)
Império do Samba foi uma escola de samba de Santos, fundada em 16/12/1955, por Dráusio da Cruz e outros. Conquistou o título de campeã do Carnaval de Santos por sete vezes consecutivas, entre 1965 e 1972 (1971 não houve competição). Foi campeã também no ano de 1974, totalizando oito conquistas. Seu último desfile foi em 1988.
É a Escola-Madrinha do Vai-Vai e da Mocidade Alegre, duas grandes escolas de samba do carnaval da cidade de São Paulo

## Carnavais
| Ano  | Classificação                 | Grupo            | Enredo                                | Carnavalesco | Ref   |
| ---- | ----------------------------- | ---------------- | ------------------------------------- | ------------ | ----- |
| 1956 | 2°.Lugar                      | Principal Santos |                                       |              |       |
| 1957 | 2°.Lugar                      | Principal Santos |                                       |              |       |
| 1958 | 4°.Lugar                      | Principal Santos |                                       |              |       |
| 1959 | 3°.Lugar                      | Principal Santos |                                       |              |       |
| 1960 | 2°.Lugar                      | Principal Santos |                                       |              |       |
| 1961 | 3°.Lugar                      | Principal Santos |                                       |              |       |
| 1962 | 3°.Lugar                      | Grupo A          |                                       |              |       |
| 1963 | 2°.Lugar                      | Grupo A          |                                       |              |       |
| 1964 |                               |                  |                                       |              |       |
| 1965 | Campeã                        | Principal Santos | MORRO MONUMENTAL                      |              | [ 2 ] |
| 1966 | Campeã                        | Principal Santos | EVOCAÇÃO DOS CARNAVAIS                |              | [ 2 ] |
| 1967 | Campeã                        | Principal Santos | Tiradentes                            |              | [ 2 ] |
| 1968 | Campeã                        | Principal Santos | QUILOMBO DO JABAQUARA                 |              | [ 2 ] |
| 1969 | Campeã                        | Principal Santos | O GRITO DO IPIRANGA                   |              | [ 2 ] |
| 1970 | Campeã                        | Principal Santos | ARTE EM TOM MAIOR DO GENIAL DEBRET    |              | [ 2 ] |
| 1971 | Campeão (Desfile não oficial) |                  | NORDESTE, SEU FOLCLORE, SEUS COSTUMES |              |       |
| 1972 | Campeã                        | Principal Santos | SANTOS N'OUTROS TEMPOS                |              | [ 2 ] |
| 1973 | 3°.Lugar                      | Principal Santos |                                       |              |       |
| 1974 | Campeã                        | Principal Santos | DONA SANTA RAINHA DO MARACATÚ         |              | [ 2 ] |
| 1975 | 2°.Lugar                      | Principal Santos | USOS E TRADIÇÕES DA BAHIA             |              |       |
| 1976 | 3°.Lugar                      | Principal Santos | FANTÁSTICO                            |              |       |
| 1977 | 4°.Lugar                      | Grupo 1          | DESFILE DAS 4 ESTAÇÕES                |              |       |
| 1978 | 5°.Lugar                      | Grupo 1          | OS PASTORES DA NOITE                  |              |       |
| 1979 |                               |                  |                                       |              |       |
| 1980 | 6°.Lugar                      | Grupo 1          | PAI FELIPE, REI BATUQUEIRO            |              |       |
| 1986 | 8°.Lugar                      | Grupo 2          | A deusa de uma raça                   |              |       |
| 1987 | 2°.Lugar                      | Grupo 2          | O caboclinho querido                  |              |       |
| 1988 | 9°.Lugar                      | Grupo 1          | Adivinhem quem sou? Brilhando estou!  |              |       |